# Budziszcza (rejon homelski)
Budziszcza (biał. Будзішча; ros. Будище, Budiszcze; pol. hist. Budyszcze, al. Budnica) – wieś na Białorusi, w obwodzie homelskim, w rejonie homelskim, w sielsowiecie Czaracianka, nad Cieruchą i w przy granicy z Ukrainą.
W XIX i w początkach XX w. położona była w Rosji, w guberni mohylewskiej, w powiecie homelskim. Następnie w granicach Związku Sowieckiego. Od 1991 w niepodległej Białorusi.